# Charnière (philatélie)
Pour les articles homonymes, voir Charnière.
 (novembre 2019).
Si vous disposez d'ouvrages ou d'articles de référence ou si vous connaissez des sites web de qualité traitant du thème abordé ici, merci de compléter l'article en donnant les références utiles à sa vérifiabilité et en les liant à la section « Notes et références ».

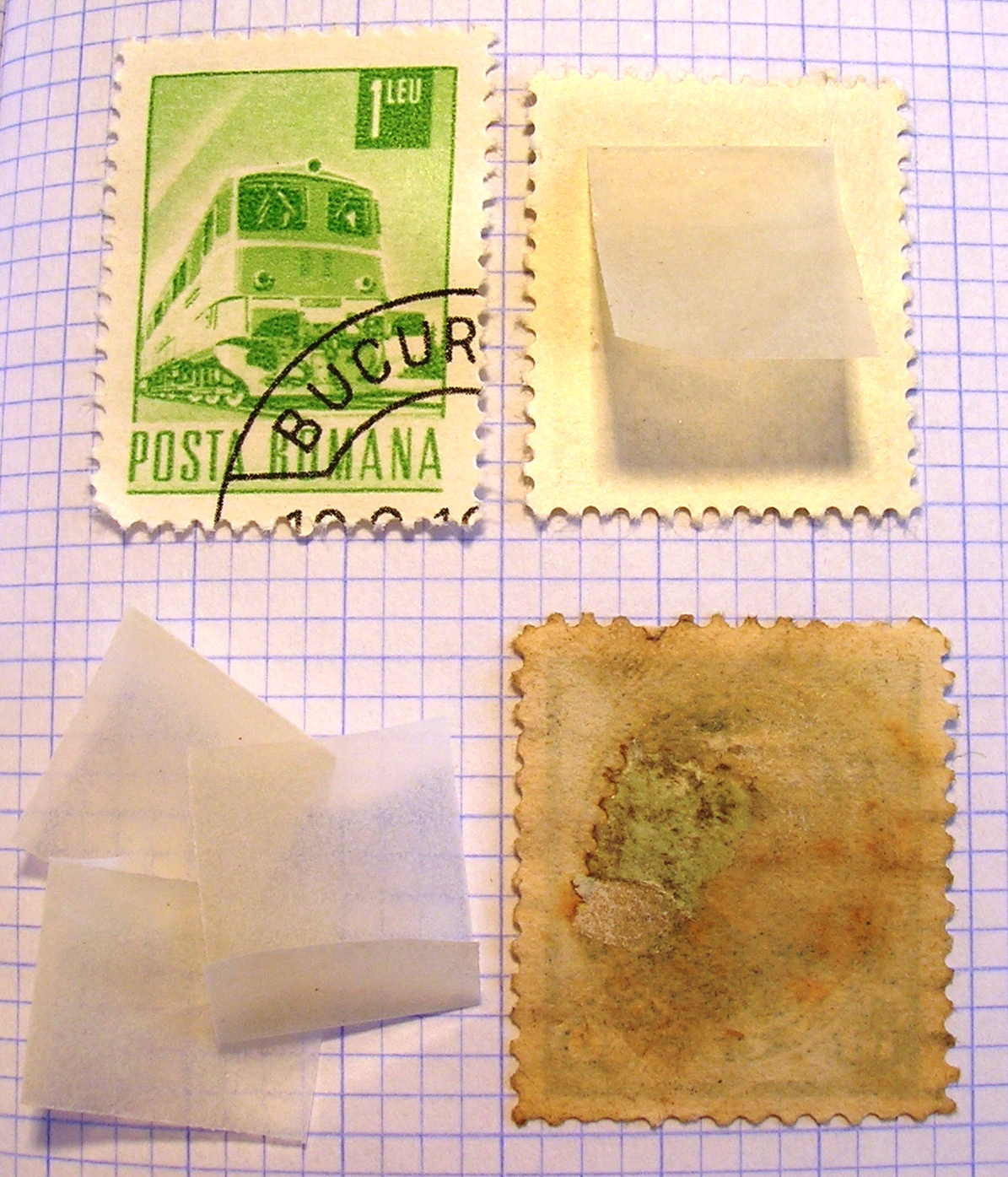
En haut à gauche, un timbre monté sur une charnière ; à droite, vu de dos. En bas, à côté d'un lot de charnières neuves, un timbre porte les traces de plusieurs charnières successives.

En philatélie, la charnière est un petit support (papier gommé) à double face qui permet de coller les timbres sur les pages d'album et de pouvoir les retourner pour observer le verso. Les premières charnières étaient simplement du papier.
Elles ont été progressivement délaissées depuis quelques décennies en raison des traces qu'elles laissent au verso des timbres. Elles sont actuellement le plus souvent remplacées par de petites enveloppes individuelles transparentes. Cependant, elles sont encore utilisées pour fixer les timbres oblitérés car elles sont plus économiques que les pochettes de protection individuelle. De plus, certains critères comme l'épaisseur de l'album sont pris en compte.
La charnière touche à l’intégrité du timbre ce qui n'est pas sans conséquence sur la cote, qui est minorée.
Il existe plusieurs types (taille, forme, pliées d'avance ou non et différentes marques). La marque la plus connue aux Etats-Unis est Dennison mais malheureusement la production a été arrêtée. Elles étaient célèbres par leur couleur verte mais aussi par le fait qu'elles pouvaient se détacher facilement et sans dommage des timbres. Elles se vendent aujourd'hui à un prix bien supérieur que leur prix d'origine. Les charnières modernes sont de piètre qualité par rapport à celles d'avant (elles gondolent, collent mal aux albums mais sont difficiles à enlever...) et seraient en fait produites par le même fournisseur...Il est donc conseillé d'utiliser des charnières dites "pelables"
Bien que critiquées, les charnières ont sauvé des milliers de timbres, qui étaient auparavant directement collés dans les albums.
Comment mettre une charnière ?
Dans le cas de charnières déjà pliées :
Préparer d'abord un verre d'eau et des cotons-tiges.
Humidifier le coton-tige et ensuite l'appliquer sur la petite languette de la charnière. Ne pas trop mouiller.
Fixer ensuite la charnière au timbre dans le tiers supérieur de ce dernier (voir image ci-dessus)
Idem avec le coton-tige mais application sur la grande partie extérieure de la charnière. Il ne faut pas mettre trop d'eau !
Coller l'ensemble sur l'album et appuyer très légèrement sur le timbre.
Répéter l'opération autant qu'il y a de timbres.
Attention : Ne pas mettre d'eau sur la partie intérieure de la charnière, ne pas stocker l'album dans un endroit humide et ne pas enlever le timbre tant que le complexe charnière-timbre n'est pas sec.
Si la charnière n'est pas pliée :
La plier conformément à l'image ci-dessus.
Ne pas utiliser des bords de feuille ou autres bouts de papier en guise de charnière.
Comment retirer une charnière
Tirer très délicatement sur la charnière.
Si elle ne s'enlève pas:
Mettre le timbre à plat et frotter la charnière avec le bout de la pince. Attention à ne pas plier le timbre.
Si la charnière commence à partir:
Retirer délicatement les parties qui se décollent avec la pince.
Sinon :
Mettre le timbre dans l'eau jusqu'au décollement de ladite charnière.
Timbres truqués
Depuis la désuétude des charnières, des faussaires sont tentés par le regommage de certains timbres en les faisant donc passer pour des timbres sans charnière. On en retrouve fréquemment en vente (notamment sur internet) et les vendeurs peuvent être de bonne ou de mauvaise foi. Il est difficile, même pour un expert de certifier que la gomme n'a pas été retouchée.
Il existe quelques signes pour détecter un timbre regommé parmi lesquels : 
Un aspect sale au recto 
Le bord des dents où les fibres de papier sont collées entre elles
Un gomme trop blanche (sauf sur les timbres au type Merson et peut être d'autres séries) 
Sur un timbre gravé, l'absence de foulage au verso
Une bonne connaissance du timbre étudié, mais il existe peu d'études sur la gomme des timbres.